# Ісмаїл-бей аль-Шаваріба
Ісмаїл-бей аль-Шаваріба (*д/н — 1724) — голова мамлюцького бейлікату в Єгипетському еялеті Османської імперії в 1717—1724 роках.

## Життєпис
Син Іваз-бея, голови клану (бейту) мамлюків аль-Касимійя. У 1711 році брав участь у сутичках з кланом аль-Факарія, в яких загинув його батько. Втім мамлюки набули значної потуги, утворивши напівнезалежний бейлікат на чолі з Ібрагім-беєм з клану аль-Касимійя. Останній призначив Ісмаїл-бея санджакбеєм Гізи та очільником залоги в Каїрі.
1715 році після стратив Кітас-бея з клану аль-Факарія, призначається амір аль-хаджем (головою каравану прочан до Мекки). 1717 році після смерті Ібрагім-бея стає головою клану Касимія та очільником бейлікату. Вимушеним його союзником був Деллак Алі-паша, бейлербей Єгипетського еялету.
Втім з головуванням Іваз-бея не змирився син Ібрагім-бея — Мухаммад-бей, а також інший представник клану Мухаммад Черкес-бей. У результаті клан Касимійя розколовся на два підклани — Шаваріба (також відомий як аль-Івазійя) на чолі з Ісмаїл-беєм та Шанабія на чолі з Мухаммад Черкес-беєм. У 1719 році останній влаштував замах на Ісмаїл-бея. але зазнав невдачі, в результаті чого Мухаммад Черкес-бея відправлено в заслання до Кіпру, а його майно конфісковано.
У 1720 році новий бейлербей Реджеп-паша повернув із заслання Мухаммад Черкес-бея. Водночас Мухаммад-бей, син Ібрагім-бея, домігся від султанського дивану позбавлення Ісмаїл-бея посади аміра аль-хаджа. У цей час останній перебував у Мецці. Реджеп-паша наказав схопити й стратити Ісмаїл-бея, але той уникнув небезпеки завдяки підтримці Осман-бея, катхюди яничарського корпусу. Ісмаїл-бей сховався в будинку Юсуф-бея аль-Джаззара з клану аль-Касимійя.
1721 року підкупив яничарів і абазів, перетягнув на свій бік Мухаммад Черкес-бея, піднявши повстання проти Реджеп-паші, якого відсторонили від посади. Новим каймакамом став Юсуф-бей аль-Джаззар, але фактична влада перебувала в Ісмаїл-бея. Новий бейлербей Нішаджи Мехмед-паша не намагався протидіяти Ісмаїл-бею. В результаті влада знову перейшла до Імаїл-бея. До 1723 року призначив більшість санджакбеїв зі свого підклану. Водночас багато зробив для відновлення господарства еялету, його міст, фундував 2 мечеті в Каїрі та відремонтував фонтан аль-Азхара. 
1723 року прихильники підклану Шанабія повстали в оджаку мутафаррика (гвардія, що охороняла порти), але Ісмаїл-бей їх приборкав. У 1724 році внаслідок змови Мухаммад Черкес-бея та Зу'ль-Факар-бея, голови клану аль-Факарія, вбито Ісмаїл-бея. Владу в бейлікаті перебрав Мухаммад Черкес-бей, оскільки 3 синів Ісмаїл-бея померли до того часу.